# Systém Hipmanových jeskyní
Systém Hipmanových jeskyní v Nízkých Tatrách vznikl spojením rozsáhlých jeskyní Starý hrad a Večná robota. Toto spojení se povedlo nalézt jeskyňářům v červnu roku 2003, čímž vznikl rozsáhlý jeskynní komplex hluboký 495 m (v současnosti nejhlubší jeskyně na Slovensku) a s délkou jeskynních chodeb 7208 m. Jeskynní systém se nachází v okrese Liptovský Mikuláš, v Národním parku Nízké Tatry na jižním svahu Černé dolinky, která se od jihovýchodu hluboce zařezává do masívu Krakovy hole.
V letech 1964 až 1970 objevili a prozkoumali jeskyňáři jeskyni Starý hrad. Dnešní vchod do jeskyně leží 1488,5 m n. m. Nachází se v zajímavém skalním útvaru, který má podobu zříceniny hradu. Jeskyně je tvořena soustavou horizontálních a spirálově klesajících chodeb a čtyř propastí. Největší z nich, Hlavní propast, dosahuje hloubky 35 metrů.
Jeskyně Večná robota je charakteristická množstvím závalů a zřícených skalních bloků. Její poměrně velké prostory byly vytvořené na tektonickém zlomu a jejich dno je vyplněné sutí a skalními bloky.